# Гадзо Веронезе
Га̀дзо Веронѐзе (на италиански: Gazzo Veronese; на венециански: Gazo, Гадзо) е община в Северна Италия, провинция Верона, регион Венето. Разположена е на 16 m надморска височина. Населението на общината е 5402 души (към 2015 г.).
Административен център на общината е градче Ронканова (Roncanova).